# Asijské zimní hry 1999
Asijské zimní hry 1999 byly čtvrté v pořadí a uskutečnily se od 30. ledna do 6. února 1999 v horské provincii Kangwon na severovýchodě Jižní Koreje. Soutěže v jednotlivých sportech probíhaly na třech místech: 
- lyžařské středisko Jongpchjong (Pchjongčchang) — alpské lyžování, běh na lyžích, biatlon, krasobruslení, short track
- Čchunčchon — rychlobruslení
- Kangnung — lední hokej.

Lyžařské soutěže proběhly úspěšně navzdory rekordně nízké sněhové pokrývce v daném regionu.

## Sporty
Sportovci soutěžili v 43 disciplínách sedmi sportů, když oproti minulým hrám byly dvě disciplíny akrobatického lyžování nahrazeny dvěma disciplínami alpského lyžování.
| Sport           | Disciplíny |
| --------------- | ---------- |
| Alpské lyžování | 6          |
| Běh na lyžích   | 6          |
| Biatlon         | 6          |
| Krasobruslení   | 4          |
| Lední hokej     | 2          |
| Rychlobruslení  | 9          |
| Short track     | 10         |

## Země a medaile
Her se zúčastnilo 798 sportovců ze čtrnácti zemí.
| Země             | Sportovci | Zlato | Stříbro | Bronz | Medaile |
| ---------------- | --------- | ----- | ------- | ----- | ------- |
| Čína             | 147       | 15    | 10      | 11    | 36      |
| Hongkong         | 4         | 0     | 0       | 0     | 0       |
| Indie            | 8         | 0     | 0       | 0     | 0       |
| Írán             | 11        | 0     | 0       | 0     | 0       |
| Japonsko         | 101       | 6     | 14      | 9     | 29      |
| Jižní Korea      | 102       | 11    | 10      | 14    | 35      |
| Kazachstán       | ?         | 10    | 8       | 7     | 25      |
| Kuvajt           | ?         | 0     | 0       | 0     | 0       |
| Kyrgyzstán       | 1         | 0     | 0       | 0     | 0       |
| Libanon          | 2         | 0     | 0       | 0     | 0       |
| Mongolsko        | ?         | 0     | 0       | 0     | 0       |
| Pákistán         | 2         | 0     | 0       | 0     | 0       |
| Čínská Tchaj-pej | 11        | 0     | 0       | 0     | 0       |
| Uzbekistán       | 7         | 1     | 1       | 1     | 3       |